# Jan de Vries (motorcoureur)
Jan de Vries (Sint Jacobiparochie, 5 januari 1944 – Purmerend, 14 januari 2021) was een Nederlands motorcoureur en was de eerste Nederlandse wereldkampioen in een snelheidssport. Zijn grootste concurrent was de Spanjaard Ángel Nieto. Ondanks twee wereldtitels won hij nooit zijn thuisrace, de TT van Assen. 
De Vries is na Egbert Streuer de succesvolste Nederlandse motorcoureur aller tijden, met veertien GP-overwinningen en twee wereldtitels in de 50 cc, in 1971 en 1973. Hem werd in 1971 de Hans de Beaufort-beker toegekend door de KNMV. In 1974 kreeg hij de NSF-speld van de Nederlandse Sport Federatie voor zijn verdiensten in de motorsport. 

## Privéleven
Jan de Vries ging naar een lagere technische school, waar hij zich specialiseerde in metaalbewerking. Rond 1959 nam hij deel aan een kermisrace voor bromfietsen in Oudebildtzijl. Daar was hij eigenlijk alleen als toeschouwer, maar omdat er slechts drie deelnemers waren besloten De Vries en zijn vrienden ook mee te doen. Met zijn Batavus werd hij tweede achter een Berini M21 waarvan de bestuurder kon meetrappen. De Vries begon zijn eigen bromfietsen om te bouwen tot grasbaanracers, waarmee hij tamelijk succesvol was. Op de grasbaan leerde hij Henk en Frank Jager kennen, de zonen van motorhandelaar Jaap Jager in Leeuwarden. In 1960 trad hij daar in dienst als monteur, maar hij bleef de grasbaanrace trouw tot in 1967. In 1962 was hij een van de initiatiefnemers van de Friese Grasbaanrenners Vereniging. 
In 1967 trouwde hij met Rommy. Ze kregen drie kinderen: Grietje, Anneke en Dirk. 
Na Aalt Toersen's mislukte aanval op de wereldtitel 1969 wilde Henk van Veen De Vries als technicus in zijn Amsterdamse zaak hebben. In eerste instantie ging De Vries drie dagen per week naar Amsterdam, want zijn gezin had het aan de Oudebildtdijk in Sint Jacobiparochie naar de zin en hij bleef de rest van de week bij Jager werken. In 1971 ging De Vries definitief voor Van Veen werken en begin 1972 verhuisde het gezin naar Purmerend. 
In 1978 verhuisde de sportafdeling van Van Veen naar Duderstadt. De Vries en Rommy gingen daar wel kijken, maar De Vries besloot toch in Amsterdam te blijven, waar hij de race- en crossmotoren van Nederlandse coureurs prepareerde. Dat deed hij onder meer voor Dave Strijbos en Hans Spaan. Toen Van Veen importeur van Husqvarna werd, werkte De Vries ook aan dat merk. In 1983 stortte de bromfietsmarkt in. De 50cc-klasse werd vervangen door de 80cc-klasse en Kreidler ging failliet. De Vries werd noodgedwongen ontslagen door Van Veen maar vond werk bij de uitlatenfabriek Carex Europa in Purmerend. Toen ook Carex failliet ging, vond hij werk bij Perfors, een bedrijf voor tuin- en parkmachines dat een tweetaktspecialist nodig had. Daar werkte hij in 1992 nog steeds. Hij was verantwoordelijk geweest voor de sloop van de Van Veen-fabriek, waarbij veel onderdelen gewoon weggegooid waren. Hij had echter zijn kampioensmachine uit 1973 behouden van vanaf 1993 ging hij daarmee weer deelnemen aan classic- en demoraces.

## Racecarrière
Toen Jaap Jager in 1963 Kreidler-dealer werd gingen De Vries en Henk en Frank Jager met Kreidlers op de grasbaan rijden. De Vries dacht er niet aan om te gaan wegracen, maar zijn vrienden daagden hem uit om deel te nemen aan de selectie die importeur Henk van Veen in 1965 uitschreef. De Vries solliciteerde niet, maar zijn werkgever Jaap Jager meldde hem aan. Van Veen had twee fabrieksracers van Kreidler gekregen en zocht een tweede coureur naast Cees van Dongen. Jan, die nog nooit een racemotor van dichtbij gezien had, was een van de elf uitverkorenen om deel te nemen aan een selectiewedstrijd op het circuit van Zandvoort. Met een nog vrij eenvoudige machine met vijf versnellingen bleek hij sneller dan meer ervaren wegracers. Hij werd opgenomen in het team van Van Veen, naast Aalt Toersen, ook al een grasbaanracer zonder ervaring. Ze moesten wel nog leren rijden met de fabrieksracer, die twaalf versnellingen (3 handgeschakeld en 4 voetgeschakeld) had. De Vries werd uiteindelijk reserverijder achter van Dongen en Toersen. Van Dongen bood hem echter de door zijn vader gebouwde 9-versnellings Kreidler aan, waarmee De Vries tijdens de races in Tubbergen tweede werd achter Toersen. 

### 1966, 1967 en 1968
Hij maakte met een Kreidler zijn debuut in het wereldkampioenschap wegrace in de 50cc-klasse tijdens de TT van Assen van 1966, samen met Aalt Toersen (Kreidler) en Martin Mijwaart (Jamathi), maar haalde de finish niet. In de natte 50cc-race van de TT van 1967 viel hij uit door een natte bobine. In het seizoen 1968 reed hij meer WK-races. In de Duitse Grand Prix viel hij uit door een defecte versnellingsbak, in de TT van Assen scoorde hij zijn eerste WK-punten met een vierde plaats en in de Belgische Grand Prix werd hij zevende. Hij sloot het WK af als 10e.

### 1969
Het was de periode dat de dure Japanse 50cc-fabrieksracers als de Suzuki RK 67 en de Honda RC 116 van het toneel verdwenen door nieuwe FIM-reglementen, die tweecilinders verboden. Daardoor kwam er ruimte voor eenvoudige Europese tweetakt-eencilinderracers van Derbi, Jamathi en Kreidler. 
Al in de Spaanse Grand Prix maakten de Kreidlers indruk, maar werd ook duidelijk dat de concurrentie van Derbi, met Ángel Nieto, Barry Smith en Santiago Herrero, sterk was. Paul Lodewijkx moest toen nog zijn Jamathi uit 1968 gebruiken omdat de nieuwe machine nog niet klaar was. Toersen won de race voor Nieto, De Vries werd derde. Smith, Herrero en Lodewijkx vielen uit. In de Duitse Grand Prix won Toersen voor De Vries. Nieto viel uit, waardoor de Vries opschoof naar de tweede plaats in het WK. In de Grand Prix van Frankrijk vocht De Vries met Smith om de derde plaats toen hij uitviel door een gebroken zuiger. Hij zakte naar de derde plaats in het WK. Voor de TT van Assen had de Kreidler-fabriek twee nieuwe zesversnellingsbakken geleverd. Nieto boorde al tijdens de trainingen de Nederlandse hoop de grond in: hij was zeven seconden sneller dan Toersen. Toch leidden De Vries en Aalt Toersen na de eerste ronde, maar ze werden door Nieto en Smith gepasseerd. Nieto viel uit met ontstekingsproblemen, waardoor De Vries achter Smith tweede werd. Hij klom weer naar de tweede positie in het WK, achter Toersen. In de GP van België mocht De Vries na een val in de training niet starten van de dokter. Doordat Smith won, zakte hij weer naar de derde WK-positie. In de GP van de DDR werd De Vries slechts vijfde, achter de officiële testrijder van Kreidler Rudolf Kunz. Omdat Smith slechts zevende werd behield de Vries zijn derde plaats in het WK. Ook in de GP van Tsjecho-Slowakije konden de Kreidlers geen vuist maken: Toersen werd vierde, Van Dongen vijfde en De Vries achtste. Nederlands succes was er echter wel: Lodewijkx won met zijn nieuwe, watergekoelde Jamathi. De Vries zakte naar de vierde plaats in het WK. In de Ulster Grand Prix had Nieto een geluk bij een ongeluk. Hij verloor de controle over zijn Derbi en torpedeerde de leidende Lodewijkx. Die laatste viel uit, maar Nieto kon verder en won voor De Vries, die zijn vierde plaats in het WK behield, maar wel dichter bij Smith kwam. Toersen viel uit door een verstopte benzineleiding en had nu nog slechts 1 punt voorsprong op Nieto. In de GP des Nations vochten Lodewijkx en Smith om de eerste plaats en Toersen (met een nieuwe watergekoelde Kreidler) en Kunz om de derde. Lodewijkx won voor Smith. Omdat Kunz uitviel werd De Vries vierde. In het WK bleef hij vierde, maar Smith was weer uitgelopen. Aan de Grand Prix van de Adriatische Zee hield het Nederlandse kamp een bitterzoete smaak over. Lodewijkx won, maar Toersen viel uit. Nieto kreeg een sein van Santiago Herrero, die langs de kant stond met een stuk karton met de tekst "TORS ↓" en wist dat Toersen eruit lag en dat hij aan de tweede plaats genoeg zou hebben voor de wereldtitel. De Vries eindigde als derde in de race, maar als vierde in de WK-stand.

### 1970, eerste overwinning
In het seizoen 1970 was Aalt Toersen overgestapt naar Jamathi. Hij werd bij Van Veen vervangen door Jos Schurgers.
Tijdens de Duitse Grand Prix was het nat en glad en slechts weinig coureurs kenden de baan goed. Derbi-coureur Ángel Nieto kampeerde al weken bij de Nordschleife om de baan te verkennen. Hij won de 50cc-race met overmacht, maar zijn grootste concurrenten, de Nederlanders De Vries, Toersen en Schurgers deden het op dit gevaarlijke circuit rustig aan. Rudolf Kunz (Kreidler) werd tweede en Gilberto Parlotti (Tomos) werd derde. In de Grand Prix van Frankrijk startte Nieto slecht, waardoor De Vries de leiding kon nemen. Nieto reed echter een indrukwekkende inhaalrace en nam de leiding over. De Vries draaide zijn motor stuk en viel uit en teamgenoot Schurgers werd slechts vierde. In de GP van de Adriatische Zee ging het iets beter met de Kreidlers. De Vries werd tweede en Schurgers derde, maar Nieto was na opnieuw een slechte start weer ongenaakbaar en won met een halve minuut voorsprong. Tijdens de TT van Assen reed Nieto niet de snelste trainingstijd (dat deed Toersen) en Nieto startte ook weer slecht. Desondanks won hij voor De Vries en Nieto's stalgenoot Salvador Cañellas. De Vries had de beschikking over een nieuwe motor met oliepompsmering, maar koos in Assen nog voor het oude blok. Tijdens de Belgische GP werd Nieto op pure snelheid geklopt door de Jamathi van Toersen. Schurgers werd derde, maar De Vries slechts zesde. Hoewel teamgenoot Schurgers in de GP van de DDR derde werd, kwam De Vries niet verder dan de vijfde plaats. Nieto werd slechts vierde, maar Toersen won de race. In de Grand Prix van Tsjecho-Slowakije viel Nieto uit, maar De Vries werd slechts tiende. Toen De Vries in de Ulster Grand Prix slechts zesde werd, leek het wel duidelijk dat de Van Veen-Kreidlers niet opgewassen waren tegen de Derbi's en de Jamathi's. Toch mocht De Vries in de GP des Nations van poleposition starten en hij reed ook de snelste ronde in de race. Erg spannend was het niet, want al in de eerste ronden vielen Toersen, Schurgers en Cañellas. Door de val van Toersen was Nieto nu zeker van de wereldtitel. Nieto verliet de strijd toen zijn radiateurdop los schoot, waardoor hij een plens heet water over zijn been en in zijn laars kreeg. Door de pijn kwam hij ook nog ten val. Voor De Vries was het zijn eerste overwinning in het wereldkampioenschap. In de GP van Spanje reed de Vries lang aan de leiding, maar hij werd op het laatst gepasseerd door Cañellas en Kunz. In de eindstand werd De Vries vijfde achter Nieto, Toersen, Kunz en Cañellas.
In het seizoen 1970 startte De Vries enkele malen in de 125cc-klasse met een MZ RE 125 die Van Veen-teammanager Jan Huberts ter beschikking stelde. In de TT van Assen scoorde hij er zelfs punten mee: hij werd zevende en eindigde als 35e in de WK-eindstand.

### 1971, eerste wereldtitel
Van Veen-Kreidler had hard gewerkt om de machines van 1971 te verbeteren. Men claimde 20% minder luchtweerstand. Tijdens de Eifelrennen was al gebleken dat de Kreidlers snel waren: Jos Schurgers en De Vries haalden daar de eerste twee plaatsen. De Kreidler-fabriek zelf had zich helemaal teruggetrokken uit de racerij. Privérijder Rudolf Kunz mocht zelfs geen gebruik maken van de testbank in de fabriek. 
Ook tijdens de GP van Oostenrijk bleek de Van Veen-Kreidler snel. De Vries won met een minuut voorsprong op Nieto. Teamgenoot Schurgers viel uit. Tijdens de Duitse GP waren de verschillen kleiner, maar de Vries won opnieuw voor Kunz en Nieto.  In de TT van Assen vocht De Vries korte tijd met Nieto, maar de Vries viel in de Veenslang en moest opgeven. Door zes weken pauze na de Duitse GP had Jamathi de tijd gehad om de nieuwe machines te voltooien, maar Aalt Toersen startte er nog niet mee omdat hij niet aan de zithouding kon wennen. Voor de GP van België kreeg Nico Polane ook een Van Veen-Kreidler. Hij moest helpen om Nieto ver achter De Vries te houden. Nieto was in de trainingen veel te langzaam, maar Van Veen was bang dat hij zou gaan slipstreamen. Dat deed hij ook, achter Schurgers, maar op het moment dat De Vries hen passeerde ging Schurgers rechtop zitten, zodat hijzelf en Nieto snelheid verloren. De Vries won voor Schurgers en Nieto, maar de Spanjaarden van Derbi toonden zich (niet voor het eerst) slechte verliezers. Ze beschuldigden het Van Veen-team en 125cc-rijder Barry Sheene van het mengen van methanol in de benzine. De protesten werden ongegrond verklaard. In de GP van de DDR moest De Vries de strijd met Nieto aangaan zonder achterrem, nadat hij de klinknagel van de remkabel kapot getrapt had. Desondanks wist hij met slechts 0,6 seconde achterstand te finishen, terwijl Schurgers derde werd. Herman Meijer had bij zijn debuut op de Jamathi het leidende trio lang kunnen volgen, maar moest tegen het eind een gaatje laten vallen. Tijdens de 50cc-race van de GP van Tsjecho-Slowakije was het nat en het asfalt was bijzonder glad. Barry Sheene had een Van Veen-Kreidler gekregen om De Vries te ondersteunen, maar na de eerste ronde waren de meeste favorieten al nergens meer te zien. Aalt Toersen was gestopt met een onwillige motor en De Vries, Schurgers en Nieto hadden natte ontstekingen. Sheene reed op kop gevolgd door Meijer, die nota bene slecht gestart was omdat hij door een beenblessure zijn Jamathi nauwelijks kon aanduwen. De Vries wist met zijn Kreidler na een pitstop toch nog een ronde te rijden en stopte voor de eindstreep in de hoop op een puntje door nadat de leider gefinisht was zijn machine over de streep te duwen. Jammer voor hem was dat precies tien rijders de race uitreden, en de elfde plaats met slechts twee van de zes ronden gereden leverden hem niets op. Sheene won de race, Meijer werd tweede en de Oostenrijker Hans Kroismayr (Kreidler) werd derde. In de GP van Zweden werd Gilberto Parlotti ingehuurd om met een nieuwe Derbi steun te verlenen aan Nieto. Dat deed hij ook. Vlak voor de finish liet hij Nieto met 0,1 seconde verschil winnen. De Vries had het allemaal niet bij kunnen houden en werd derde met 20 seconden achterstand. Schurgers was toen al uitgevallen met een gebroken schakelpedaal. Voor aanvang van de GP des Nations was de spanning groot nu Nieto en De Vries in de totaalstand gelijk stonden. Nieto had een nieuwe 50cc-Derbi, die veel leek op de nieuwe Van Veen-Kreidlers, inclusief de uitsparingen in de tank en de liggende cilinder. Nieto werd gesteund door Gilberto Parlotti, terwijl De Vries hulp kreeg van Schurgers en Jarno Saarinen, die voor de gelegenheid een Kreidler had gekregen. De strijd ging echter tussen De Vries en Nieto, waarbij De Vries meestal aan de leiding reed en Nieto slipstreamde en herhaaldelijk geslaagde pogingen deed om juist op het finishgedeelte voorop te komen. In de laatste ronde lukte dat echter niet, en de Vries won met een voorsprong van slechts 0,5 seconde. Nieto kon nu alleen nog wereldkampioen worden door zijn thuisrace te winnen. Heel erg sportief ging het er in de 50cc-race van de GP van Spanje niet aan toe. Er werd gegoocheld met trainingstijden en Nieto liet zijn tegenstanders op het startveld wachten (en hun motoren afkoelen) tot het laatste moment. Meijer had met zijn Jamathi de beste start, en De Vries en Nieto joegen achter hem aan. Het Circuito Permanente del Jarama was echter een bochtige baan, waarop Nieto moeilijk kon slipstreamen en moeite had met de betere acceleratie van de Van Veen-Kreidler van De Vries. Hij moest veel risico's nemen en al na twee minuten racen lag hij in de strobalen. Hij liep een diepe beenwond op en de wereldtitel was beslist in het voordeel van De Vries. Die had al snel een flinke voorsprong op zijn teamgenoot Jarno Saarinen, waardoor er in de wedstrijd weinig spanning was. Meijer kon zijn derde plaats tot het einde vasthouden. De Vries was dus wereldkampioen, Nieto tweede en Schurgers, die in Jarama uit was gevallen, werd uiteindelijk derde.

### 1972
De Grand Prix-kalender van het seizoen 1972 grensde aan het onmogelijke. Veel GP's lagen slechts een week uit elkaar. Hoewel duur betaalde fabriekscoureurs het vliegtuig konden nemen, moesten hun motorfietsen en monteurs binnen een week over de weg van het ene naar het andere circuit reizen, intussen ook nog reparaties en verbeteringen uitvoerend. Dat kostte mogelijk de wereldtitel aan De Vries, die zijn snelste motor in Joegoslavië opblies, maar zijn team had geen tijd om die tussen de wedstrijden te repareren. Tussen de laatste twee GP's, Finland en Spanje, lagen weer zeven weken.
De 50cc-klasse van 1972 was enorm spannend, ondanks het feit dat het team van Jamathi in financiële problemen verkeerde en zich niet op het hoogste niveau kon manifesteren. Dit verlies werd ruimschoots goed gemaakt door de teams van Van Veen-Kreidler en Derbi. Er waren echter twee coureurs die met kop en schouders boven de rest uit staken: De Vries en Ángel Nieto. Hoewel beide teams verschillende andere coureurs ter ondersteuning inhuurden, kon niemand deze twee volgen. Aan het einde van het seizoen hadden beiden bruto 81 punten, netto (alleen tellende resultaten) 69 punten en beiden drie overwinningen en drie tweede plaatsen. De wereldtitel werd in het voordeel van Nieto beslist door de tijden van de races waarin beiden gefinisht waren op te tellen.
Omdat Schurgers met zijn eigenbouw Bridgestone in de 125cc-klasse reed, was Jan Bruins aangetrokken door Van Veen. In de laatste race kreeg De Vries ook steun van Kent Andersson.
De 50cc-race van de GP van Duitsland werd gewonnen door De Vries met de Van Veen-Kreidler, met enige dank aan de monteurs van de Derbi van Nieto. Die kwam in de eerste van slechts drie ronden stil te staan met een losse vlotterkamerbevestiging. In die ronde nam Börje Jansson met een Jamathi de leiding, gevolgd door een groep met De Vries. Bij de eerste doorkomst was Nieto al naar de derde plaats geklommen, maar De Vries reed al 18 seconden vóór Jansson. Na twee ronden was Nieto tweede, met 21 seconden achterstand op De Vries. Nieto was veel sneller en bij de finish bedroeg zijn achterstand nog slechts 9 seconden. Een woedende Nieto gooide zijn Derbi tegen de vangrails, verwenste zijn monteurs en liet zich zelfs niet bij de huldiging zien. Bij de finish van de 50cc-race van de GP des Nations kwam het tot een opmerkelijk incident. Jan Huberts, die door De Vries en Nieto op een ronde was gereden, gaf Nieto na de race een klap. De reden zou zijn geweest dat hij gezien had hoe Nieto geprobeerd had De Vries van de baan te drukken. Journalisten kwamen daarna met een aantal versies van het gebeurde: De Vries zou schakelproblemen hebben gekregen, waardoor Nieto tegen hem aan botste, Nieto zou Huberts als eerste geslagen hebben omdat die hem gehinderd zou hebben en de versie waarin Nieto bewust tegen de Vries zou zijn aangereden. In elk geval was bij de huldiging alles tussen De Vries en Nieto weer koek en ei. De race werd dus nipt gewonnen door De Vries, met Nieto als tweede en Rudolf Kunz (Kreidler) als derde. In de 50cc-race van de GP van Joegoslavië had Nieto problemen met een slecht lopende motor en moest zelfs een pitstop maken. Dat was gunstig voor De Vries, die een flinke voorsprong opbouwde, maar in de laatste ronde uitviel door een gebroken zuiger. Zijn teamgenoot Jan Bruins profiteerde daarvan en won de race. Nieto wist alsnog de tweede plaats te pakken, maar op de streep ging ook zijn Derbi stuk. Otello Buscherini werd met een Malanca derde. Dat De Vries zijn snelste motor in Joegoslavië opblies kostte hem waarschijnlijk de wereldtitel, want zijn team had geen tijd om die tussen de wedstrijden te repareren. Door de krap bemeten kalender moest hij een week later weer in de TT van Assen starten. In Assen lukte het De Vries wéér niet om zijn thuisrace te winnen. Zijn Van Veen-Kreidler trok wat beter tegen de vrij harde wind in, maar de Derbi van Nieto liep met de wind in de rug harder. Ze sloegen samen meteen een groot gat met de concurrentie en Nieto liet al een paar keer zien dat hij vanuit de kniebocht slipstreamend voorbij De Vries kon komen. In de laatste ronde had De Vries een behoorlijke voorsprong, maar toen een zuigerveer in Jans Kreidler brak wist Nieto het gat te dichten, in de kniebocht te passeren en te winnen. Nieto en De Vries hadden bijna twee minuten voorsprong op de derde man, Harald Bartol (Kreidler). In de GP van België trainde De Vries sneller dan Ángel Nieto, maar bij inspectie bleek de motor niet betrouwbaar te zijn, waardoor hij met zijn reservemotor moest starten. Die leverde aanzienlijk minder vermogen. Zijn rondetijden lagen nog onder die van 1971 en hij wist meteen na de start dat hij Nieto niet zou kunnen volgen. Nieto nam al in de eerste ronde een kleine voorsprong, die hij in de volgende ronden uitbouwde. Theo Timmer kon met de Jamathi uit 1971 De Vries in zicht houden, maar dat betekende niet dat de Jamathi snel genoeg was. Nieto hoefde niet sneller te rijden, De Vries kon niet sneller rijden, maar de derde plaats van Timmer was in elk geval een opsteker voor Jamathi. In de Grand Prix van de DDR vielen zowel Nieto als De Vries kort na elkaar uit. In de 50cc-race van de GP van Zweden nam Nieto bij de start de leiding, maar binnen een ronde voegde De Vries zich bij hem. Er ontstond een geweldig gevecht, dat volgens De Vries voor een van hen verkeerd moest aflopen. Dat gebeurde met Nieto die in de elfde ronde in een linker bocht de controle verloor. Daardoor won De Vries, Theo Timmer werd tweede en Juan Parés March (Derbi) werd derde. Hierdoor had De Vries nu 69 punten en Nieto had 66 punten. Beiden moesten de Grand Prix van Spanje winnen om wereldkampioen te worden. Als Nieto de Spaanse Grand Prix zou winnen en de De Vries tweede zou worden, zou de wereldtitel beslist moeten worden door de tijden van deze twee over het hele seizoen te vergelijken. Dat gebeurde ook. Hoewel het Van Veen-team nog niet onder de indruk was toen Nieto in de trainingen een seconde sneller was, bleek in de race dat De Vries inderdaad een seconde per ronde moest toegeven. Nieto had in het seizoen al 6,8 seconden sneller gereden dan de Vries, maar voegde daar nog eens 14,5 seconden aan toe. Beiden hadden nu bruto 81 punten en netto (alleen de beste vijf resultaten) 69, maar Nieto was toch wereldkampioen. Voor Nieto was dit na de 125cc-klasse de tweede wereldtitel die hij op één dag won. Kent Andersson, die voor deze gelegenheid als ondersteunend rijder voor De Vries een Van Veen-Kreidler had gekregen, werd derde in de race.

### 1973, tweede wereldtitel
Al voor aanvang van het seizoen 1973 veranderde er veel. Derbi stopte met racen en Ángel Nieto startte op een 125cc-Morbidelli. Teamgenoot Jan Bruins ging naar Monark en Van Veen trok Bruno Kneubühler als tweede rijder aan. Die had het er druk mee, want hij reed ook in de 250-, 350- en 500cc-klasse.
De openingsronden van de Duitse GP waren voor De Vries en Bruno Kneubühler, terwijl Theo Timmer (Jamathi) slechts vierde was achter Ulrich Graf (Kreidler). Timmer had het nadeel dat zijn Jamathi niet optimaal was. Constructeurs Martin Mijwaart en Jan Thiel waren al naar huis om vervangers voor de snelste cilinders, die in de training stuk gegaan waren, te maken (Theo Timmer had maar liefst vijf vastlopers gehad). Theo startte dan ook alleen om in elk geval het startgeld te incasseren en zijn "team" bestond slechts uit zijn verloofde en één monteur. Voor de Kreidlers kwamen de problemen echter juist tijdens de race, toen eerst Kneubühler en daarna De Vries en Graf uitvielen. Timmer gaf zijn leidende positie niet meer uit handen. Henk van Kessel (Kreidler) werd tweede en Wolfgang Gedlich (Kreidler) werd derde. In de GP des Nations was de 50cc-race vrij saai. De Vries ging van start tot finish aan de leiding en zijn teamgenoot Bruno Kneubühler werd tweede. In de GP van Joegoslavië startte Theo Timmer het snelste, gevolgd door Bruno Kneubühler. De Vries startte zo slecht dat hij achteraan moest aansluiten. In de vierde ronde lag de Vries echter al op de tweede plaats achter Kneubühler. In de achtste ronde viel de Vries plotseling terug, maar Theo Timmer en Bruno Kneubühler vielen allebei uit, waardoor de Vries met enig geluk toch nog won. Hij had zelfs nog een flinke voorsprong op de Zwitsers Ulrich Graf (Kreidler) en Stefan Dörflinger (Kreidler). In de TT van Assen trainde Bruno Kneubühler als snelste, maar De Vries nam meteen de leiding om in de tweede ronde met een gebroken krukaslager de pit in te rijden. Kneubühler was toen niet meer in te halen en won de race. Toen Theo Timmer (Jamathi) merkte dat hij Kneubühler niet kon inhalen reed hij op heelhouden om de tweede plaats te pakken. Daarmee stond hij nu aan de leiding van het WK 50 cc. In de GP van België kwam De Vries moeilijk van de plaats omdat zijn eerste versnelling wegens de hoge topsnelheden (hij haalde 205 km/h in de training) heel lang gegeard was. Na vier kilometer had hij Theo Timmer echter al ingehaald. Timmer had toen nog niet veel voorsprong op Gerhard Thurow en Rudolf Kunz, maar die waren met elkaar in gevecht waardoor Timmer toch kon weglopen. Intussen was Bruno Kneubühler als voorlaatste gestart maar hij baande zich ronde na ronde een weg naar voren. In de laatste ronde wist hij op het nippertje de tweede plaats van Timmer af te nemen. De Vries stelde zijn tweede wereldtitel zeker in de Grand Prix van Zweden. In de training was hij al 2,2 seconden sneller dan Theo Timmer en in de race maakte hij een slechte start al snel goed. Na de eerste ronde lag hij al aan de leiding en Timmer was nu ook gepasseerd door Gerhard Thurow. In de vierde ronde had de Vries 4 seconden voorsprong op Bruno Kneubühler, terwijl Timmer nog steeds derde was omdat hij Thurow weer voorbij gegaan was. Achter De Vries werd Kneubühler tweede en Timmer derde. In de GP van Spanje stapte Bruno Kneubühler tamelijk vermoeid op zijn 50cc-Van Veen-Kreidler, nadat hij in de 500cc-race 40 ronden lang aan de leiding had gelegen. Net als De Vries had hij dan ook een slechte start. Samen reden ze een inhaalrace die resulteerde in de eerste plaats voor De Vries en de tweede plaats voor Kneubühler. 
Eind 1973 maakte Van Veen bekend dat de race-activiteiten ingeperkt zouden worden. Constructeur Jorg Möller vertrok naar Morbidelli en tijdens een persconferentie in december maakte De Vries bekend dat hij zou stoppen met racen. Enerzijds was hij geschrokken van het verongelukken van Jarno Saarinen en Renzo Pasolini op Monza, anderzijds was het in 1973 al te makkelijk geweest zonder Ángel Nieto en Derbi.

### 1974
Voor het seizoen 1974 trok Van Veen Henk van Kessel en de Belg Julien van Zeebroeck aan, maar De Vries bleef als technicus en monteur aan het team verbonden. Het resulteerde in de wereltitel voor van Kessel. Van Zeebroeck, die niet aan alle races deelnam, werd derde achter privérijder Herbert Rittberger.

### 1975
In 1975 stopte Van Veen zijn race-activiteiten en de racemotoren werden te koop aangeboden. Ángel Nieto kocht er een met hulp van de Spaanse motorsportbond en Julien van Zeebroeck kocht er een met hulp van de Belgische Kreidler-importeur. De Vries werkte officieel aan de Van Veen-Kreidler crossmotoren en constructeur Jaap Voskamp werkte aan het Van Veen OCR 1000-wankelproject. Desondanks kreeg Nieto regelmatig technische steun van zijn "oude concurrent" De Vries, ook op de circuits. Ook Nieto werd wereldkampioen 50 cc.

### 1976
In het 1976 verleenden De Vries en Voskamp in elk geval tijdens de TT van Assen steun aan Nico Polane en Herbert Rittberger. Rittberger werd derde en Polane viel uit. De wereldtitel ging naar Nieto met een Bultaco. 

### 1977
In het seizoen 1977 keerde Van Veen weer als officieel team terug in het WK, met De Vries als technicus. Hij werkte aan de machines van Eugenio Lazzarini en Herbert Rittberger. Lazzarini werd tweede in het WK, Rittberger vierde.

## Overlijden
De Vries overleed in 2021 kort na zijn 77e verjaardag aan een acute hartstilstand.

## Wereldkampioenschap wegrace resultaten
(Races in vet zijn pole-positions; races in cursief geven de snelste ronde aan, punten (tussen haakjes) zijn inclusief streepresultaten)
| Jaar | Klasse | Team     | Motorfiets | 1       | 2       | 3       | 4       | 5       | 6       | 7       | 8      | 9       | 10    | 11    | 12    | 13    | Punten  | Plaats | Overwinningen |                                    | Wereldkampioen |
| ---- | ------ | -------- | ---------- | ------- | ------- | ------- | ------- | ------- | ------- | ------- | ------ | ------- | ----- | ----- | ----- | ----- | ------- | ------ | ------------- | ---------------------------------- | -------------- |
| 1966 | 50 cc  | Van Veen | Kreidler   | SPA -   | DUI -   |         | NED DNF |         |         |         |        |         | IOM - | NAT - | JAP - |       | 0       | -      | 0             | Hans Georg Anscheidt, Suzuki RK 66 |                |
| 1967 | 50 cc  | Van Veen | Kreidler   | SPA -   | DUI -   | FRA -   | IOM -   | NED DNF | BEL -   |         |        |         |       |       |       | JAP - | 0       | -      | 0             | Hans Georg Anscheidt, Suzuki RK 67 |                |
| 1968 | 50 cc  | Van Veen | Kreidler   | DUI DNF | SPA -   | IOM -   | NED 4   | BEL 7   |         |         |        |         |       |       |       |       | 3       | 10e    | 0             | Hans Georg Anscheidt, Suzuki RK 67 |                |
| 1969 | 50 cc  | Van Veen | Kreidler   | SPA 3   | DUI 2   | FRA DNF |         | NED 2   | BEL DNS | DDR 5   | TSL 8  |         | ULS 2 | NAT 4 | ADR 3 |       | 63 (74) | 4e     | 0             | Ángel Nieto, Derbi                 |                |
| 1970 | 50 cc  | Van Veen | Kreidler   | DUI DNF | FRA DNF | ADR 2   |         | NED 2   | BEL 6   | DDR 5   | TSL 10 |         | ULS 6 | NAT 1 | SPA 3 |       | 60 (66) | 5e     | 1             | Ángel Nieto, Derbi                 |                |
| 1970 | 125 cc | Privé    | MZ RT 125  | DUI -   | FRA 22  | ADR -   | IOM -   | NED 7   | BEL -   | DDR -   | TSL -  | FIN -   |       | NAT - | SPA - |       | 4       | 35e    | 0             | Dieter Braun, Suzuki RT 67         |                |
| 1971 | 50 cc  | Van Veen | Kreidler   | OOS 1   | DUI 1   |         | NED DNF | BEL 1   | DDR 2   | TSL 11  | ZWE 3  |         |       | NAT 1 | SPA 1 |       | 75 (97) | 1e     | 5             | Jan de Vries, Van Veen-Kreidler    |                |
| 1972 | 50 cc  | Van Veen | Kreidler   | DUI 1   |         |         | NAT 1   |         | JOE DNF | NED 2   | BEL 2  | DDR DNF |       | ZWE 1 |       | SPA 2 | 69 (81) | 2e     | 3             | Ángel Nieto, Derbi                 |                |
| 1973 | 50 cc  | Van Veen | Kreidler   |         |         | DUI DNF | NAT 1   |         | JOE 1   | NED DNF | BEL 1  |         | ZWE 1 |       | SPA 1 |       | 60 (75) | 1e     | 5             | Jan de Vries, Van Veen-Kreidler    |                |